# ワイリー方式
ワイリー方式（ワイリーほうしき、英：Wylie transliteration）は、チベット文字による綴りをラテン・アルファベットに翻字するための方式のひとつ。1959年にタレル・ワイリーにより考案され、チベット研究における翻字の標準的な表記法となった。

## 概要
チベット語においては、チベット文字が表音文字として7世紀に成立して以降、発音と表記との乖離が著しく進んだため、チベット語をローマ字アルファベットを用いて表記しようとする場合、発音を写し取る転写と、綴り字を写し取る翻字とで全く別個の体系を必要とする。このワイリー方式は、後者の翻字のための方式である。特殊な文字・記号を使用せず、英語において使用されるごく一般的な文字・記号のみによって翻字可能なところから、近年、特に有力となっている翻字方式である。
日本のチベット学の研究者たちによって組織されている日本チベット学会では、同会の紀要に投稿される論考について、ワイリー方式を改良した拡張ワイリー方式の使用が推奨されている。
アメリカ議会図書館(ALA-LC)ではかつて異なる方式を使用していたが、2015年にワイリー方式を拡張した方式に改正された。
中華人民共和国では、ワイリー方式とほぼ同じだが、「'」を「v」に変え、ཨ を「x」で表すなどのわずかな変更を加えている。

## 歴史
タレル・ワイリーによると、従来の方式にはさまざまな不整合・不正確な点があったので、それを除くために1959年に翻字システムの論文を書いた。ワイリーはこの翻字システムを新たに発明したわけではなく、それまでワシントン大学で行われていた方式を整理したにすぎない。ワイリーの論文でも、ルネ・ド・ネベスキー＝ヴォイコヴィッツが使っている方式と大文字の使い方以外は同じだと言っている。
ネベスキー＝ヴォイコヴィッツの方式は、さらに古くハインリッヒ・ラウファー（ベルトルト・ラウファーの弟で医師、1877-1935）の1900年の論文に「'」以外ほとんど同じものが見えていることが指摘されている。

## 子音
各文字とは以下のように対応する。
| ཀ | ཁ  | ག | ང  | ཅ | ཆ  | ཇ | ཉ  | ཏ | ཐ  | ད | ན | པ | ཕ  | བ | མ |
| - | -- | - | -- | - | -- | - | -- | - | -- | - | - | - | -- | - | - |
| k | kh | g | ng | c | ch | j | ny | t | th | d | n | p | ph | b | m |

| ཙ  | ཚ   | ཛ  | ཝ | ཞ  | ཟ | འ | ཡ | ར | ལ | ཤ  | ས | ཧ |
| -- | --- | -- | - | -- | - | - | - | - | - | -- | - | - |
| ts | tsh | dz | w | zh | z | ' | y | r | l | sh | s | h |

チベット文字三十字母最後の文字である ཨ は表記されない。
チベット文字では子音連結は基字の前後に配置された添前字、添後字および再添後字、および基字の上下に配置される添頭字、添足字で表現される。チベット文字の綴り字規則では、 (1)添前字、(2)添頭字、(3)基字、(4)添足字、(5)母音記号、(6)添後字、(7)再添後字の順に配列されるため、ワイリー方式でも、この順番に則して文字をアルファベットの該当する文字に翻字してゆく。
ただし添前字 ག に基字 ཡ が続く場合と、基字 ག に ཡ が添足字としてつく場合の2例については、いずれもが gy- という文字列になってしまうため、前者をgとyの間にピリオドを挟み込んで翻字、後者をピリオドなしで翻字することにより両者を区別する。例えば「溝」を意味する གཡང་ はg.yangと、「壁」を意味する གྱང はgyangと表記される。（ピリオド.のかわりにハイフン-が使用されることもある）

## 母音
4つの母音符号（ཨ と共に示す）は以下のように翻字される。
| ཨ | ཨི | ཨུ | ཨེ | ཨོ |
| - | - | - | - | - |
| a | i | u | e | o |

## その他
チベット語の各音節末に置かれる tsheg（་）はスペースによって示される。
チベット数字は算用数字で翻字する。

## 拡張ワイリー方式
拡張ワイリー方式(Extended Wylie Transliteration System, EWTS)は、サンスクリットからの借用語を表せるように福田洋一がワイリー方式を拡張したものである。ワイリー方式にない文字は、サンスクリットの翻字方式である京都・ハーバード方式と同様、主に大文字を使って表記する。また、サンスクリットからの借用語ではチベット語の固有語表記とは異なる子音字が縦に並ぶことがあるが、その場合は子音間を + で区切る。
ヴィラーマ（母音消去記号）を表現することもでき、haなどに基本となる文字の後に「?」を追加し「ha?」とすることで ཧ྄ (h)のように母音消去記号のついた文字を表現することが可能である。
| チベット文字     | ཨཱ | ཨཱི | ཨཱུ | རྀ   | རཱྀ   | ལྀ   | ལཱྀ   | ཨཻ  | ཨཽ  | ཨཾ  | ཨྃ   | ཨཿ  |
| IAST方式         | ā | ī | ū | ṛ   | ṝ   | ḷ   | ḹ   | ai | au | aṃ | am̐  | aḥ |
| 拡張ワイリー方式 | A | I | U | r-i | r-I | l-i | l-I | ai | au | aM | a~M | aH |

| チベット文字     | ཊ | ཋ  | ཌ | ཎ | ཥ  | གྷ   | ཛྷ    | ཌྷ   | དྷ   | བྷ   | ཀྵ    |
| IAST方式         | ṭ | ṭh | ḍ | ṇ | ṣ  | gh  | jh   | ḍh  | dh  | bh  | kṣ   |
| 拡張ワイリー方式 | T | Th | D | N | Sh | g+h | dz+h | D+h | d+h | b+h | k+Sh |

例：六字大明呪(ཨོཾ་མ་ཎི་པདྨེ་ཧཱུཾ)は oM ma Ni pad+me hUM と翻字される。

### コンピュータ上での使用
Mac OS X v10.5 以降は標準で拡張ワイリー方式のチベット語入力システムが選択できる。
Microsoft Windows では Tise というシステムが拡張ワイリー入力をサポートしている。
TeXでは、福田洋一の TibTeX パッケージで拡張ワイリー方式が使用できる。

## 大文字の扱いについて
ワイリー方式では、固有名詞とその他の単語の基字または添前字・添頭字を大文字化することが多い。例えばチベット仏教の一派であるカギュー派（བཀའ་བརྒྱུད་）は、Bka' brgyud または bKa' brgyud と翻字される。
拡張ワイリー方式では大文字をサンスクリットからの借用語表記のために使用しているために、固有名詞であっても大文字ではじめることはしない。